# María de Eicken
María de Eicken (Bruselas, 1571-21 de abril de 1636 en el monasterio de Porta Angélica, valle de Flaumbach, cerca de Treis-Karden) fue la esposa del Margrave Eduardo Fortunato de Baden-Baden.

## Vida

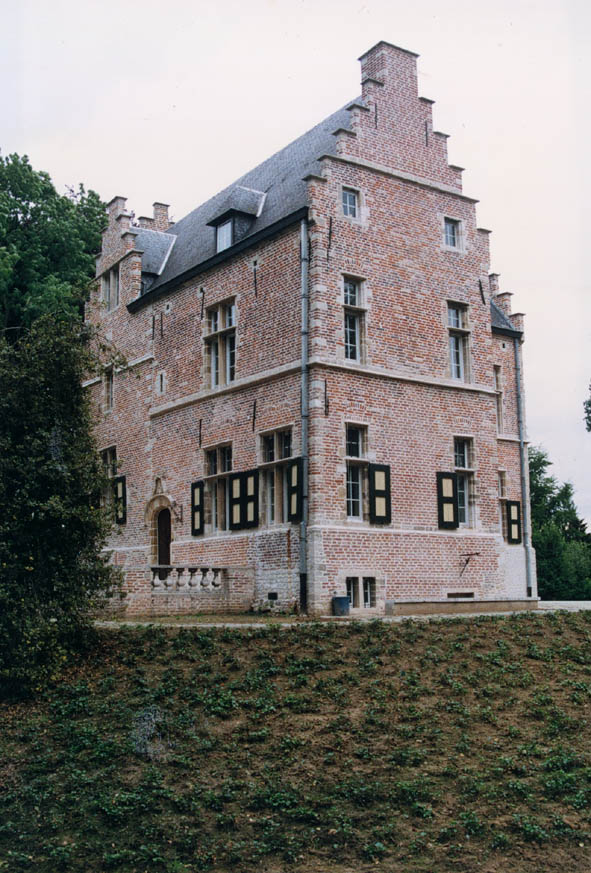
Sint-Pieters-Leeuw Postweg 265.

Nació en Bruselas, como la hija de Joost de Eicken y Bárbara de Moll.
El 13 de marzo de 1591, se casó en Bruselas con Eduardo Fortunato Margrave de Baden-Baden. Como no pertenecía a la alta nobleza, no fue considerada como una esposa digna para un margrave y sus hijos nunca fueron aceptados como familiares por su primo Ernesto Federico Margrave de Baden-Durlach. Sin embargo, su hijo Guillermo heredaría Baden-Baden.

## Descendencia
María y Eduardo Fortunato tuvieron los siguientes hijos:
- Guillermo (1593-1677)
- Herman Fortunato (1595-1665)
- Carlos Alberto (1598 en Kastellaun-1626 en el castillo de Hundschloss, cuando accidentalmente se disparó)
- Ana María Lucrecia (1592 en Murano-1654 en Kastellaun)